# Simon Mbetukha
Simon Mbetukha (auch Simon Mbitukha geschrieben; * 1975) ist ein kenianischer Marathonläufer.
2000 stellte er bei der Premiere des Küstenmarathons mit 2:14:18 h den aktuellen Streckenrekord auf und wurde Dritter beim H. C. Andersen Marathon.
2001 siegte er bei der Premiere des Bonn-Marathons und beim North Sea Beach Marathon im Halbmarathon-Bewerb.
| Personendaten    | Personendaten               |
| ---------------- | --------------------------- |
| NAME             | Mbetukha, Simon             |
| KURZBESCHREIBUNG | kenianischer Marathonläufer |
| GEBURTSDATUM     | 1975                        |